# Höfats- und Rauheckgruppe

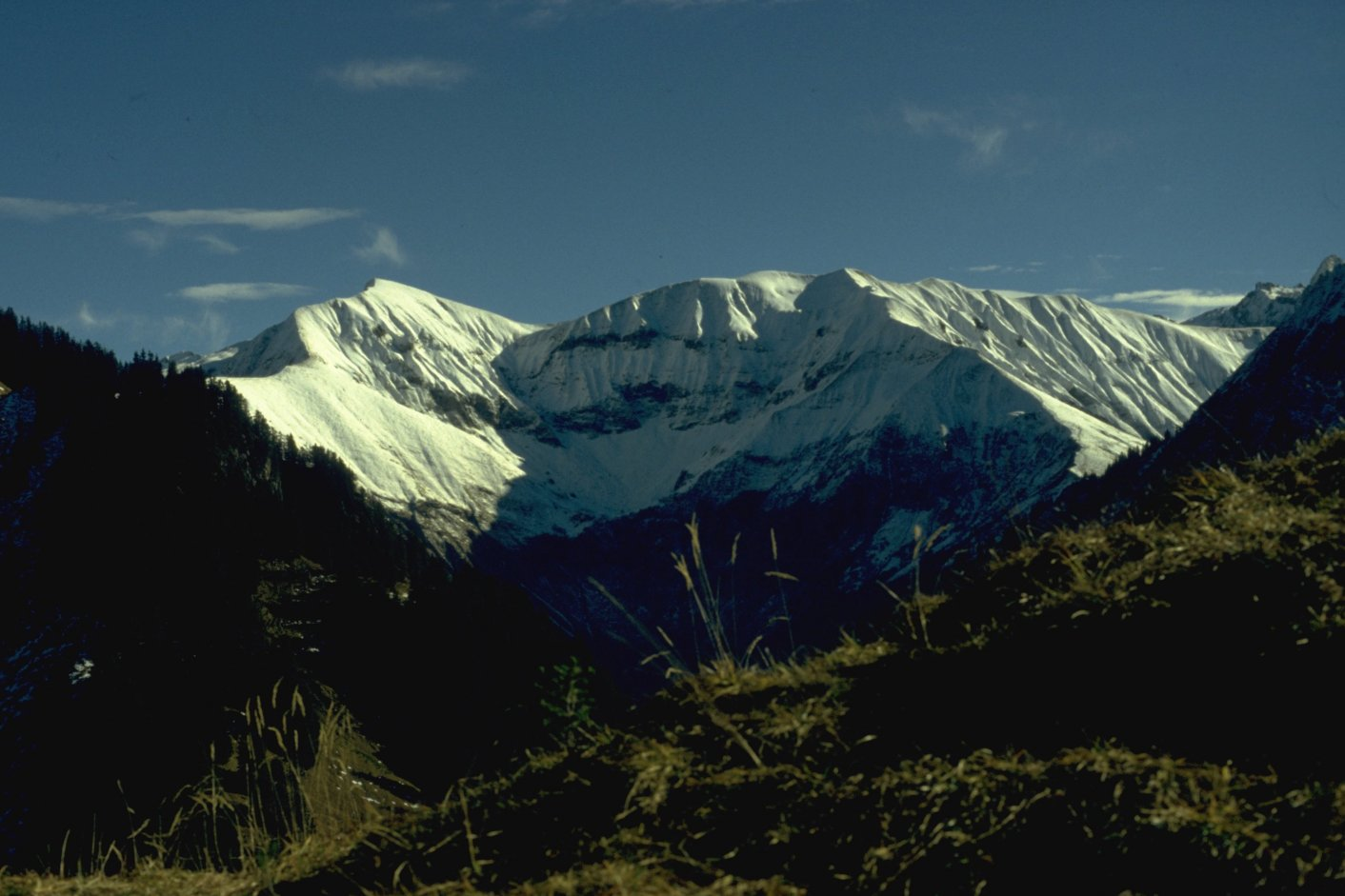
Rauheck und Kreuzeck

Die Höfats- und Rauheckgruppe ist eine Untergruppe der Allgäuer Alpen in Deutschland und Österreich. Mit 2384 Metern Höhe ist das Rauheck der höchste Gipfel der Untergruppe. Zweiter Namensgeber für die Gruppe ist der bekannte Steilgrasberg Höfats (2259 m). Das Hauptgestein Fleckenmergel sorgt für eine große botanische Vielfalt, so ist beispielsweise das Edelweiß an der Höfats sehr verbreitet.

## Grenzen und Umgebung
Von Gruben im Trettachtal ausgehend verläuft die Grenze der Untergruppe durch das Tal nach Süden bis zur Spielmannsau. Hier zweigt das Tal des Traufbachs nach Südwesten ab und führt hinauf bis zum Sattel im Märzle (2201 m) und nach Osten hinab ins Hornbachtal. Am Zusammenfluss mit dem Jochbach wendet sich der Grenzverlauf nach Westen hinauf zum Hornbachjoch (2020 m) und von hier das Oytal hinunter zurück nach Gruben.
Umgebende Untergruppen sind im Norden die Daumen- und die Hochvogelgruppe, mit der über das Hornbachjoch die Verbindung besteht. Im Süden befindet sich die Hornbachkette, zu der es über den Sattel im Märzle übergeht. Nach Westen liegt noch der Zentrale Hauptkamm.
Überwiegend befindet sich die Untergruppe auf deutschem Staatsgebiet und im Bundesland Bayern. Zwischen dem Sattel im Märzle und dem Hornbachjoch verläuft über den Bergkamm von Rauheck und Kreuzeck (2376 m) die Staatsgrenze zu Österreich und dessen Bundesland Tirol. Umfassende Gemeindegebiete sind damit Oberstdorf und Hinterhornbach.

## Berge

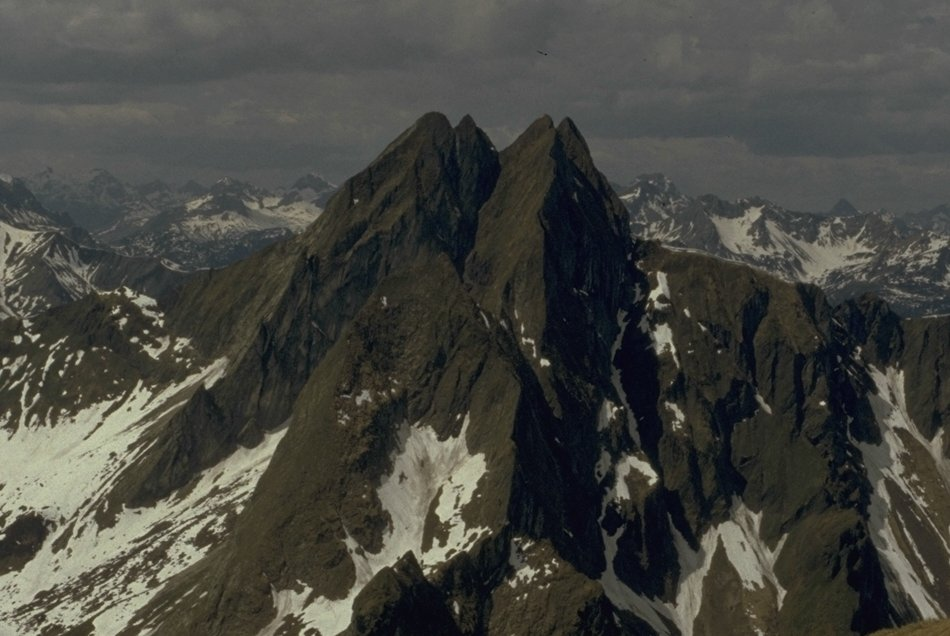
Höfats vom Schneck

Neben dem höchsten Punkt der Gruppe, dem Rauheck (2384 m), gibt es noch weitere markante Berge in der Untergruppe. Der Höhe nach folgt das Kreuzeck (2376 m), die Höfats (2259 m), die Jochspitze (2232 m), Kleine Höfats (2073 m) sowie Kegel- (1959 m) und Riffenkopf (1748 m).

## Geologie
Größtenteils wird die Höfats- und Rauheckgruppe aus Fleckenmergel und Aptychenkalken aufgebaut. Von den Gipfeln in Richtung Tal findet sich auch noch Hauptdolomit, beispielsweise im Gebiet der Höfats und den Riffenkopf.

## Gewässer
Einziger See in der Untergruppe ist der Eissee nördlich des Rauhecks.

## Botanik

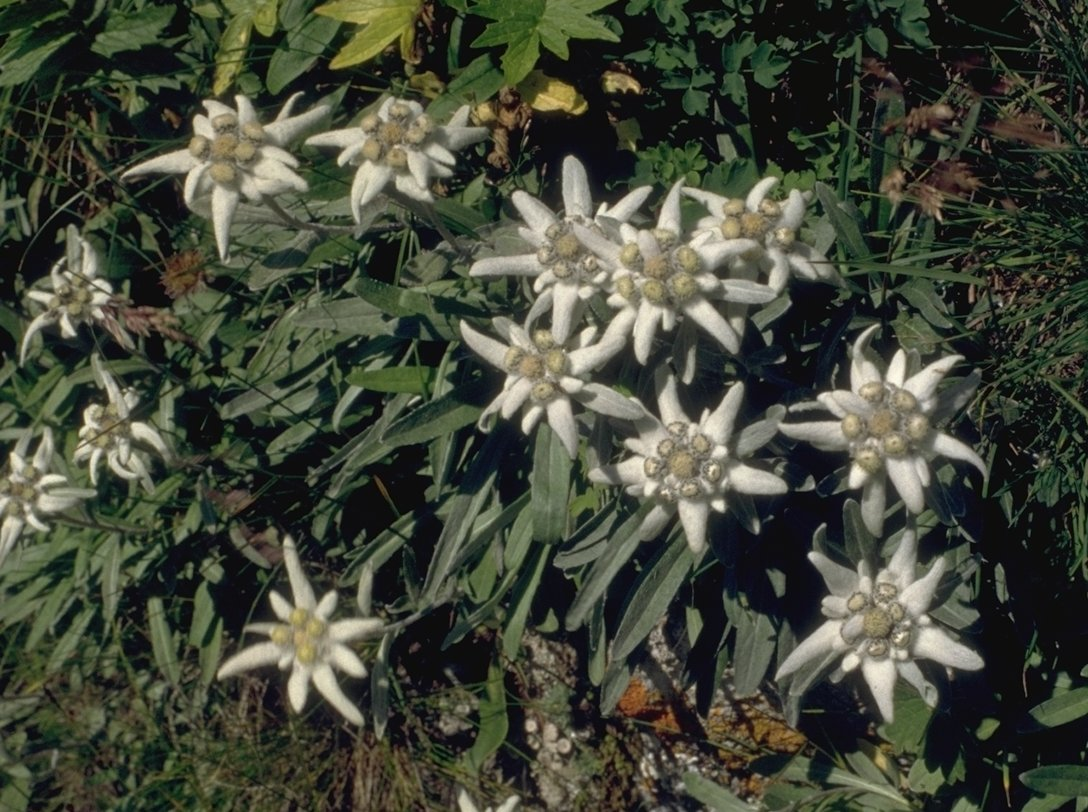
Edelweiß an der Höfats

Die geologische Beschaffenheit sorgt für botanischen Reichtum. An der Höfats finden sich wegen der Aptychenkalke und Hornsteine ungefähr 400 Pflanzenarten, darunter Alpen-Hauswurz, Berg-Lauch, Berg-Pippau, Einköpfiges Ferkelkraut, die seltenen Edelrauten, Tragant-Arten und Habichtskräuter sowie große Edelweiß-Stöcke. Am Kamm von Rauh- und Kreuzeck wachsen Langsporn-Veilchen, Karpaten-Katzenpfötchen, Alpen-Süßklee und Kleiner Mutterwurz.

## Alpinismus
Für Touren in der Höfats- und Rauheckgruppe stehen keine Übernachtungs-Stützpunkte innerhalb der Untergruppe zur Verfügung. Neben dem direkten, weiten Zugang aus den Tälern um Oberstdorf und Hinterhornbach, ist eine Nutzung der westlich gelegenen Kemptner Hütte (1844 m) möglich.

### Wandern und Bergsteigen
Über den Kreuzeck-Rauheck-Kamm verläuft der markierte Übergang zwischen der Kemptner Hütte und dem Prinz-Luitpold-Haus (1846 m). Ansonsten ist lediglich noch die Jochspitze mit einem markierten Steig zu erreichen. Weitere Wege führen aus den Tälern hinauf Älpelesattel und dem Hornbachjoch.

### Klettern

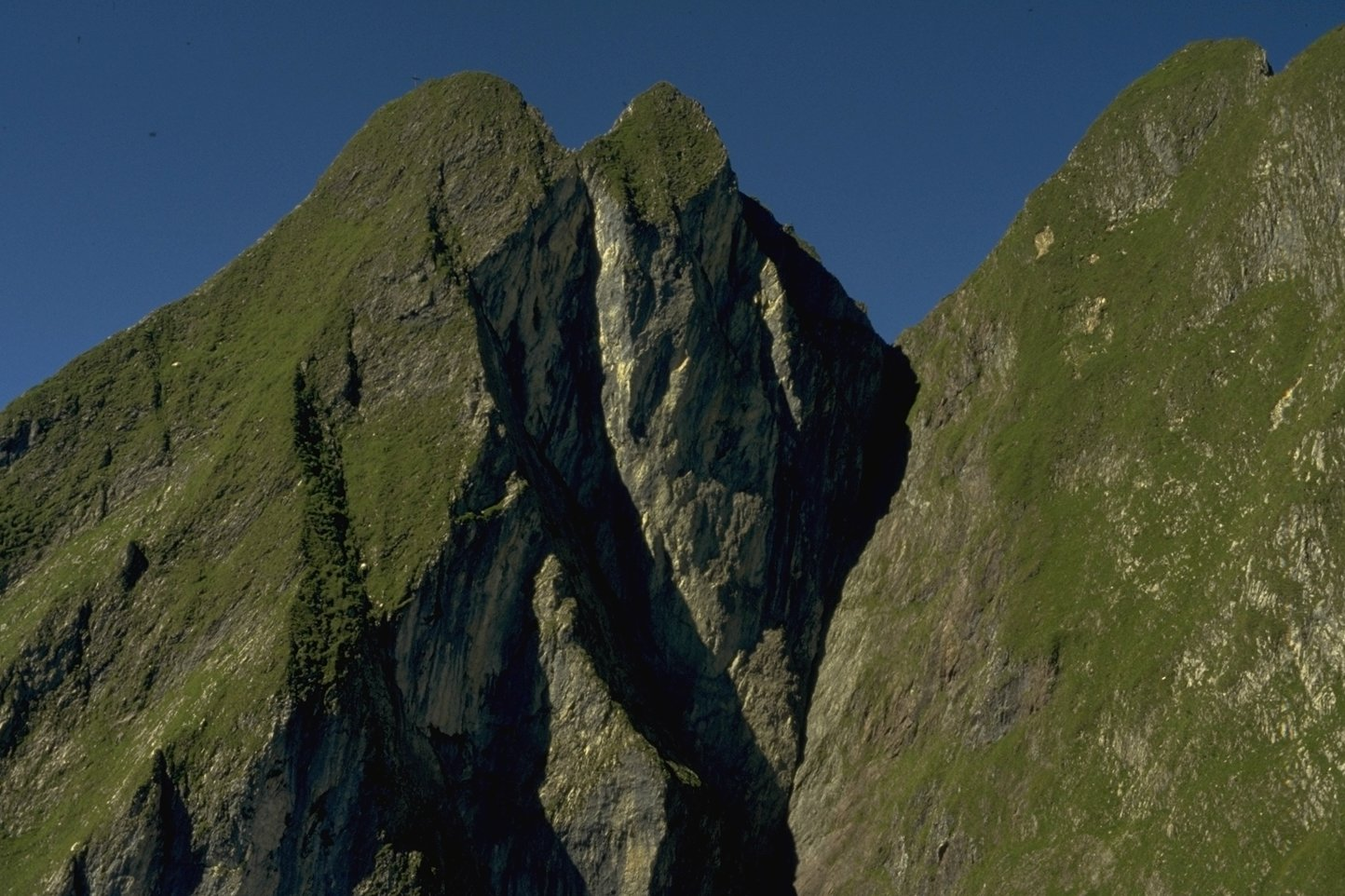
Höfats-Nordwand

Einzige lohnendes Kletterziele in dieser Untergruppe sind Höfats und Kleine Höfats. Die Überschreitung der vier Höfatsgipfel bewegt sich zwischen dem II.-III. Grad. Nordgrat und Südwestgrat, welcher 1904 erstbegangen wurde, sind mit dem IV. Grad bewertet, ebenso die Südostwand des Ostgipfels. Schwieriger sind die Routen in der Nordwand des Zweiten Gipfels, hier hat die westliche Führe den V. Grad, die östliche Führe und die Gerade Nordwand haben die Schwierigkeit VI. Die gleiche Schwierigkeit hat die Westwand des Westgipfels. Mit V+ ist die Nordwand des Ostgipfels bewertet. An der Kleinen Höfats findet sich der Nordostgrat mit III. und die Südwand mit V+. Am Seilhenker, einer Kuppe an der Kleinen Höfats, gab es eine VI+-Route durch die Nordostwand, die aber heute wegen Wandabbrüchen nicht mehr begangen wird. Die Ostkante ist eine Kletterei im IV. Grad.